# Levantocaris hornungae
Levantocaris hornungae is een tienpotigensoort uit de familie van de Axiidae. De wetenschappelijke naam van de soort is voor het eerst geldig gepubliceerd in 1993 door Galil & Clark.